# Kurdsko-turecký konflikt
Kurdsko-turecký konflikt je ozbrojený konflikt mezi Tureckou republikou a různými kurdskými povstaleckými skupinami.

## Chronologie

### 1999
- 15. února 1999 — Abdullah Öcalan, vůdce teroristické Strany kurdských pracujících, byl zadržen tureckými agenty v Nairobi a okamžitě převezen do Turecka.[1][2]
- 13. a 14. březen — teroristické útoky v Istanbulu
- 15. března 1999 — Na zastupitelství Evropské komise v Ankaře zaútočily neznámé osoby trhavinou, jejíž výbuch poškodil dva vozy.[3] Podle nezávislé turecké televize byla zraněna jedna kolemjdoucí žena.[3]
- 25. březen 1999 — V Istanbulu byl zastřelen příslušník vojenské policie a další byl zraněn poté, co je pachatelé vlákali do pasti ohlášením fingované dopravní nehody.[4]
- 27. březen 1999 — Tři lidé byli zraněni při pumovém útoku v centru Istanbulu.[4] Šlo o sebevražedný útok, při němž zemřela žena, která se vrhla k policejní hlídce se třemi granáty.[4] Sama útok, při němž zranila tři policisty, nepřežila.[4] Není jasné, zda žena jednala ve jménu nějaké skupiny nebo individuálně.[4]
- 29. červen 1999 — Abdullah Öcalan byl odsouzen k trestu smrti.[5]
- 1. červenec 1999 — Při útoku Kurdů proti kavárně ve městě Elazig na východě Turecka přišli večer o život čtyři lidé a pět osob bylo zraněno.[6] Při přestřelce, která následovala, zemřeli také oba útočníci.[6]
- 23. července 1999 — Čtyři lidé zahynuli v Turecku při teroristických útocích, které byly pravděpodobně odvetou Strany kurdských pracujících (PKK) za zadržení svého vysokého činitele Cevata Soysala.[7] V provincii Bingol zahájili povstalci z PKK palbu kulometem na benzínovou stanici, přičemž tři lidé zahynuli, další byl těžce zraněn.[7] Další obětí se stal tělesně postižený člověk, kterého zastřelili teroristé v jeho domě v provincii Tokat.[7]
- 3. srpna 1999 — Öcalan vyzval PKK, aby od 1. září složila zbraně a stáhla své síly z Turecka. Stahování PKK začalo 25. srpna.[8]
- 1. září 1999 — PKK se zavázala, že odevzdá všechny své zbraně a že se už nikdy neuchýlí k ozbrojenému boji.[8]
- 15. září 1999 — Turecký vojenský vrtulník s lékařským týmem na palubě havaroval podle agentury AP na jihovýchodě země, při nehodě zahynul vojenský lékař a dvě zdravotní sestry, čtyři osoby byly zraněny.[9]
- 25. listopad 1999 — Nejvyšší odvolací soud v Ankaře potvrdil rozsudek smrti nad Öcalanem.[8]